# جاشا واشینگتن
جاشا واشینگتن (به انگلیسی: Jascha Washington) (زاده ۲۱ ژوئن ۱۹۸۹) یک بازیگر آمریکایی است.
از فیلم‌های معروف او می‌توان به بازی در فیلم‌های خانه مامان بزرگ، خانه مامان بزرگ ۲ و آنتوان فیشر اشاره کرد.